# 石案潭
石案潭，是臺灣高雄市阿蓮區的一個傳統地域名稱，位於該區北部略偏西。相較於今日行政區，其範圍大致包括石安里不含西部、青旗里不含東北端及東南端及南部中西段、港後里北端。

## 歷史
台灣日治初期，石案潭地區為一（舊制）街庄，稱為「石案潭庄」，隸屬於嘉祥外里。該庄北及東北隔二層行溪（今二仁溪）與大苓庄、布袋尾庄為界，東邊中段及東南邊凹入部分與阿嗹庄為鄰，南邊為崙仔頂庄，西邊為中路庄。
1901年（日治明治三十四年）11月，全台設置二十廳，該庄隸屬於鳳山廳。1903年（明治三十六年）6月，該庄編入「阿嗹區」，隸屬於鳳山廳。1909年（明治四十二年）10月，合併二十廳為十二廳，阿嗹區改隸屬於臺南廳。1920年（大正九年），廢十二廳改設五州二廳，該庄改制為「石案潭」大字，隸屬於高雄州岡山郡阿蓮庄（新制街庄）。
戰後阿蓮庄改制為阿蓮鄉，隸屬於高雄縣，大字亦改制為村。1950年高、屏分治，阿蓮鄉仍隸屬於高雄縣。2010年12月25日，因高雄縣市合併為新直轄市高雄市，阿蓮鄉改制為阿蓮區，村亦改制為里。

## 聚落
本地區發展較早的聚落有石案潭、青旗甲等，在日治期初期的官方地圖上已有記載。此外，本地區尚有頂厝聚落。

## 交通

### 鐵路
台灣高速鐵路經過本地區西南端，境內未設站。最近的車站是設在西北方不遠處臺南市歸仁區刣豬厝地區的高鐵台南站。

### 公路
省道台39線是臺南市新市（實際起點在新化）至高雄市阿蓮的高鐵橋下道路，經過本地區西南端。由該道路北行可前往臺南市歸仁區、永康區東端、新化區，並止於省道台20線路口；南行可前往阿蓮市區西郊，並止於省道台28線路口。
區道高9線是石案潭至埤仔尾的道路。
區道高12線是下坑至阿蓮的道路。